# Володимирівка (Затишанська селищна громада)
Володи́мирівка — село в Україні, в Затишанській селищній територіальній громаді Роздільнянського району Одеської області. Населення становить 10 осіб.
До 17 липня 2020 року було підпорядковане Захарівському району, який був ліквідований.

## Населення
Згідно з переписом 1989 року населення села становило 20 осіб, з яких 9 чоловіків та 11 жінок.
За переписом населення 2001 року в селі мешкало 10 осіб. 100 % населення вказало своєю рідною мовою українську мову.